# Trinidad (Bohol)
Trinidad ist eine philippinische Stadtgemeinde in der Provinz Bohol. Sie hat 31.956 Einwohner (Zensus 1. August 2015).

## Baranggays
Trinidad ist politisch unterteilt in 20 Baranggays.

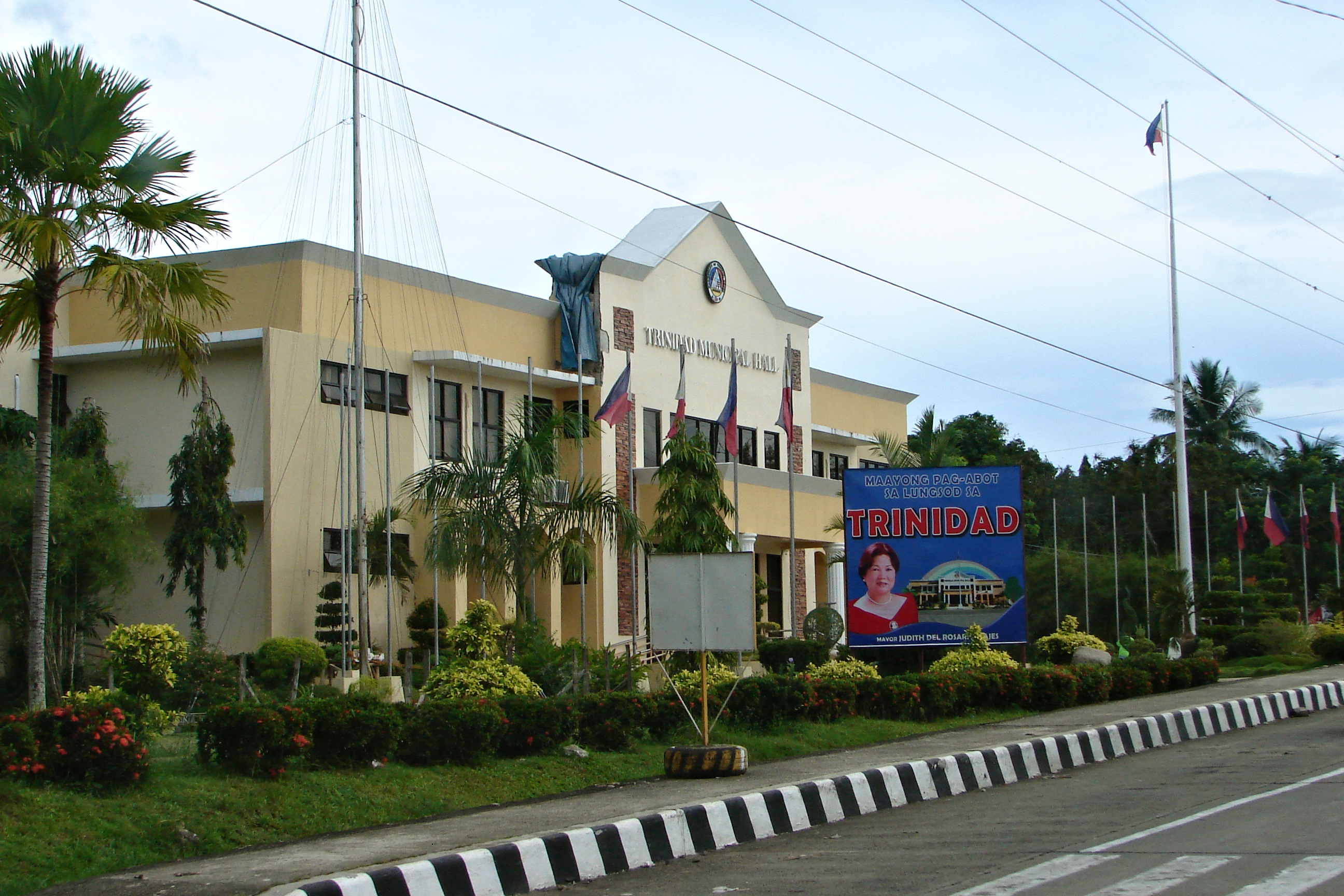
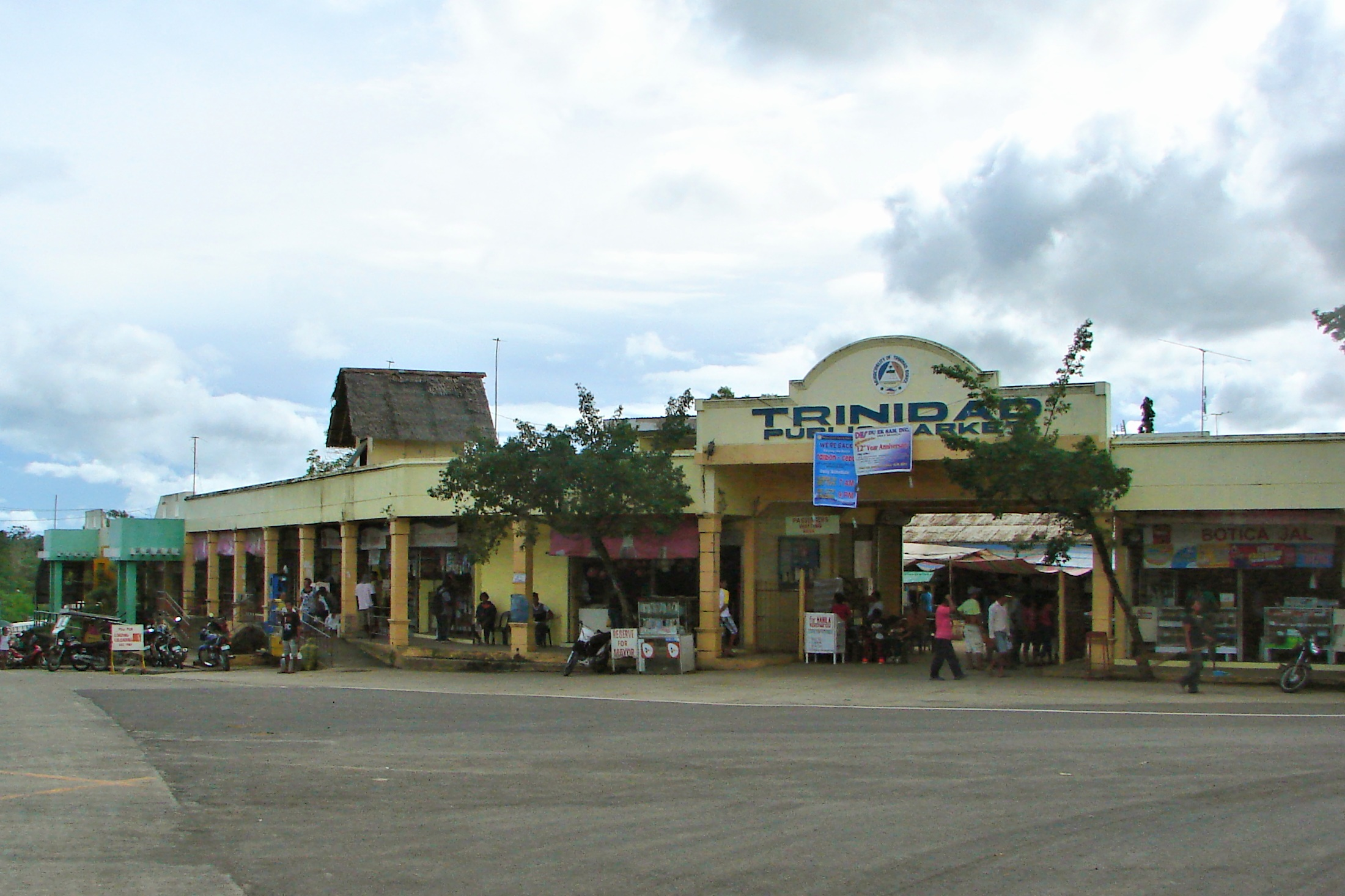
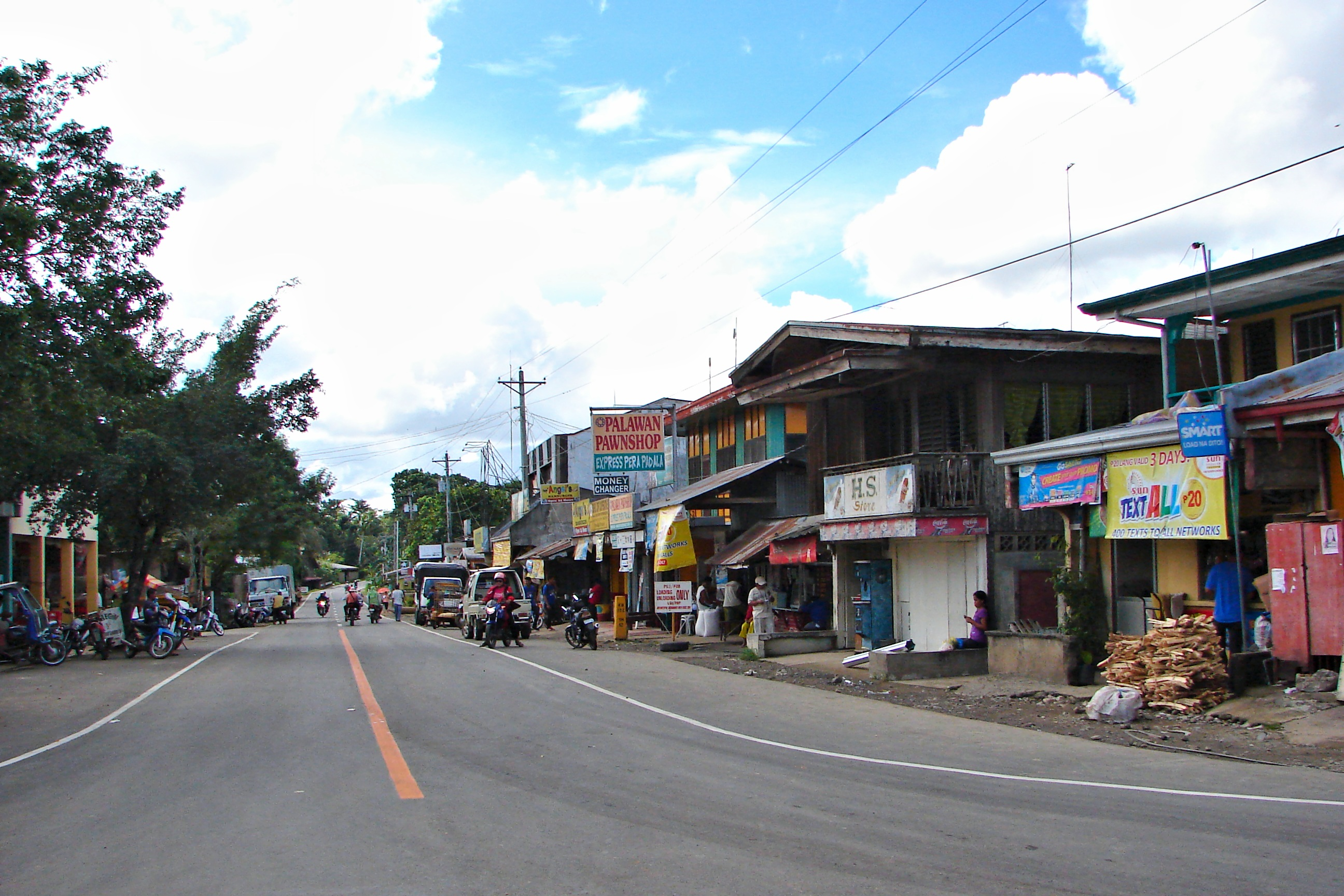

| - Banlasan - Bongbong - Catoogan - Guinobatan - Hinlayagan Ilaud - Hinlayagan Ilaya - Kauswagan - Kinan-oan - La Union - La Victoria | - Mabuhay Cabigohan - Mahagbu - Manuel M. Roxas - Poblacion - San Isidro - San Vicente - Santo Tomas - Soom - Tagum Norte - Tagum Sur |